# Erax ermolenkoi
Erax ermolenkoi là một loài ruồi trong họ Asilidae. Erax ermolenkoi được Lehr miêu tả năm 1992. Loài này phân bố ở vùng Cổ Bắc giới.